# Георги Стоянов (министър)
Вижте пояснителната страница за други личности с името Георги Стоянов.
Георги Бориславов Стоянов е български политик от Съюза на демократичните сили.
Роден е в София на 20 юни 1946 г. Завършва гимназия в София през 1964 г. През 1973 г. завършва Юридическия факултет в София. Между 1976 и 1978 г. е главен юрисконсулт на СУ „Трансспед“ в Монтана. От 1978 до 1987 е главен юрисконсулт на АПК „Средец“. В периода 1987 – 1990 г. е арбитър в Градския арбитраж в София. Между 1990 и 1992 г. е завеждащ отдел „Правен“ към Министерство на земеделието. Изработва проектозакон за собствеността и ползването на земеделските земи. От април 1993 г. работи като адвокат. Георги Стоянов е министър на селскостопанското развитие, земеползването и възстановяването на поземлената собственост между 20 май и 30 декември 1992 г. Участва в изработването на проектозакона за собствеността и ползването на земеделските земи от октомври 1990 г.

## Трудове
- Сборник от решения на Върховния съд по Закона за собствеността и ползване на земеделските земи. съставител (1990)